# Florero con margaritas y amapolas
Florero con margaritas y amapolas, es un cuadro al óleo realizado por el pintor holandés Vincent van Gogh.

## Historia
Van Gogh pintó esta obra entre el 16 y 17 de junio de 1890 durante su estadía en Auvers-sur-Oise, en la casa de su médico y cuidador, Paul Gachet, unas semanas antes de su muerte. Es una de las pocas obras que el artista vendió durante su vida.
En 1928, fue adquirido por A. Conger Goodyear, uno de los fundadores del Museo de Arte Moderno.
Fue exhibido durante 30 años de manera permanente en la Galería de Arte Albright-Knox, en Buffalo, Nueva York. En 1990 fue adquirido en forma privada.
El 4 de noviembre de 2014, el cuadro fue vendido por 61,8 millones de dólares.